# S5L8720
Der Samsung S5L8720 ist ein von Samsung für Apple hergestelltes System-on-a-Chip (SoC). Er kombiniert eine ARM-CPU mit einem PowerVR-Grafikprozessor und übernimmt zudem die Funktionen eines herkömmlichen PC-Chipsatzes.
Der S5L8720 wurde zusammen mit dem iPod touch der 2. Generation am 9. September 2008 eingeführt. Dieser iPod touch sowie der iPod nano 4G verwenden als einzige Apple-Geräte dieses SoC.
Eine andere Bezeichnung für den S5L8720 ist APL0278. Er gehört zu den S5L SoCs.
Vorgänger war der S5L8900, Nachfolger war der S5L8920.

## Beschreibung

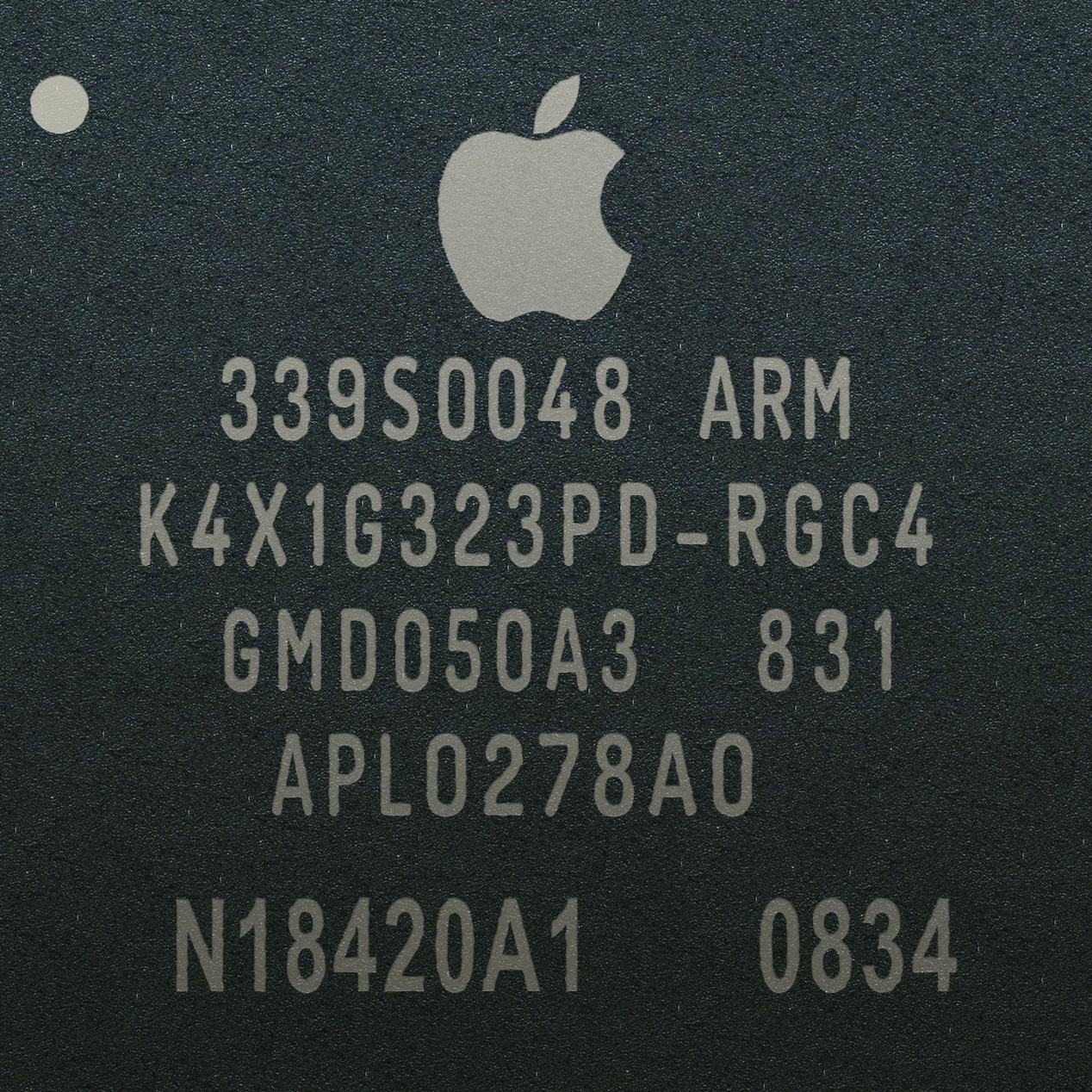
Samsung S5L8720

Der S5L8720 enthält einen 32-Bit-ARMv6-kompatiblen, ARM 1176JZF-S Hauptprozessor und wird im 65-nm-CMOS-Verfahren hergestellt. Der Standard-Coretakt des ARM11-Prozessors beträgt normalerweise 666,6 MHz, wurde von Apple jedoch auf etwa 533 MHz herabgesetzt, die Bus-Frequenz beträgt etwa 133 MHz. Die Größe des Level-1-Caches beträgt jeweils 16 Kilobyte für Daten- und Instruktions-Cache. Der Speicher hat eine Größe von 32 MB oder 116 MB. Als SoC verfügt der S5L8720 ebenso wie der S5L8900 über die mit 60 MHz getaktete integrierte GPU PowerVR MBX LITE. Der S5L8720 unterstützt somit OpenGL 1.1. Zum Initiieren des Prozessorstarts wird auf ein NOR-Gatter zurückgegriffen.
Im Wettbewerb stehende Architekturen ähnlicher Produkte sind Qualcomms Snapdragon, Texas Instruments’ OMAP 4, Nvidias Tegra 2 und Samsung Exynos.

## Designfehler
Durch einen Designfehler lässt sich mithilfe des sogenannten limera1n-Exploits beliebiger Code ausführen, was vor allem von Jailbreaks genutzt wurde. Dieser nicht durch Software-Updates behebbare Fehler erlaubt es unter anderem auch, die Code-Sperre des iPhones durch das Ausführen eines Bruteforce-Programms innerhalb weniger Minuten ohne großen Aufwand auszulesen. Dieser Fehler wurde mit dem Apple-A5-Chip behoben.